# إلياس سميث (صحفي مواليد 1769)
إلياس سميث (بالإنجليزية: Elias Smith)‏ هو صحفي أمريكي، ولد في 17 يونيو 1769، وتوفي في 29 يونيو 1846.